# Arturo Soria y Mata
Arturo Soria y Mata (ur. 15 grudnia 1844 w Madrycie, zm. 6 listopada 1920 tamże) – hiszpański urbanista. Zasłynął projektem Miasta Linearnego (Ciudad Lineal).
Pierwszy raz opublikował on swoje projekty w roku 1882, na łamach pisma El Progreso. Soria zajmował się problemami Madrytu i domagał się wprowadzenia ulepszeń, podobnych do stosowanych ówcześnie w innych miastach europejskich i amerykańskich. Chciał unowocześnienia systemu kanalizacji, kontroli czystości wody; przede wszystkim fascynowała go tematyka komunikacji. Wysunął pomysł poszerzenia ulic i budowę linii transportu publicznego, podziemnego bądź napowietrznego.

## Miasto linearne
Miasto linearne w wizji Sorii miało połączyć peryferyjne dzielnice Madrytu. Miało zaistnieć wzdłuż poprowadzonej linii kolejowej i łączyć arterie drogowe, a więc mieć kształt długich i wąskich pasm zabudowy towarzyszącej szlakom komunikacyjnym. Trakcja przebiegać miała przez środek miasta (służyć miała celom komunikacji osobowej w ciągu dnia i komunikacji towarowej nocą), a w regularnych odstępach byłaby przecinana ulicą łączącą obie strony miasta. Pomiędzy terenami mieszkaniowymi miały znajdować się tereny rolnicze. Budynki mieszkalne miały być domami wolnostojącymi, z dużą liczbą terenów zielonych.
Soria planował powstanie miast w kształcie trójkątów, które na mapie Hiszpanii wyznaczyłyby całą sieć triangulacyjną. Miasta linearne miały połączyć "Miasta punktowe przeszłości". Pomiędzy zurbanizowanymi krawędziami owych trójkątów miały znajdować się tereny przeznaczone dla rolnictwa i przemysłu. Tym samym Soria liczył na powstrzymanie niepohamowanego napływu ludności ze wsi do miast.
Soria kierował się kilkoma zasadami, z których najważniejszą była: Z problemów komunikacji wywodzą się wszystkie inne problemy urbanistyki. Uważał on, że najlepszym miastem jest takie miasto, w którym na dojazdy docelowe człowiek poświęcić musi jak najmniejszą ilość czasu.
W 1894 r. rozpoczęto budowę miasta linearnego pod Madrytem. W 1904 r. była już gotowa linia kolejowa. Soria napotkał na drodze realizowania swojego planu poważne problemy dotyczące możliwości wykupu ziemi, na której miasto miało powstawać, projekt został zastąpiony nowym, skracającym pas zabudowy. Ostatecznie zrealizowano jedynie 5,2 km miasta.